# Multiplexor de terminal
Un multiplexor de terminal es un programa que permite a un usuario de terminal multiplexar una o más sesiones virtuales. De esta forma el usuario puede tener varias sesiones virtuales dentro de un solo terminal.
No hay que confundir un multiplexor de terminales con aplicaciones gráfica de emulación de terminales gráficos (ej. terminator) que permiten tener distintas pestañas y dentro de estas tener divisiones de la pantalla para ubicar distintos emuladores de terminal.

## Funcionalidades típicas
De forma típica un multiplexor de terminales proporciona las siguientes funcionalidades:
- Sesiones persistentes. Permite que las sesiones virtuales se mantengan entre conexiones siempre que no haya reinicio en el servidor. Estas sesiones virtuales se pueden retomar en futuras conexiones.
- Múltiples ventanas en el terminal. Cada una con una sesión virtual
- Compartir sesiones. Varios usuarios pueden conectarse a la misma sesión virtual.

## Ejemplos
- GNU Screen.[3]
- tmux.[3]
- dvtm[3]
- Byobu.[3]
- mtm.[3]